# 河桥之战
河桥之战发生于西魏大统四年（东魏元象元年）八月初四日（538年9月13日），南北朝时期的東、西魏之间的一場大戰。

## 战前
在537年沙苑之战东魏大败后，西魏柱国大将军宇文泰派遣两路大军出击，左仆射、冯翊王元季海与开府独孤信率步骑二万东进洛阳；贺拔胜、李弼渡过黄河包围蒲阪（今山西永济）。东魏蒲阪牙门将高子信开门放贺拔胜大军入城，守将薛崇礼弃城而走，被追擒。宇文泰占据蒲阪，威胁汾州、绛州。
洛阳一路在独孤信统领下，进军至新安（洛阳西新安县），东魏大将高敖曹不支，渡河而逃。独孤信遂进入洛阳。之后洛阳周围州郡颍川郡、梁州、荥阳郡的当地豪族、官吏纷纷擒拿东魏的刺史、郡守归降西魏。东魏大将尧雄、赵育、是云宝、任祥等出兵颍川，欲收复失地，被西魏宇文贵、梁椿、怡峰等将领击败，赵育、是云宝投降西魏。
538年七月，东魏丞相高欢派遣大将侯景、厍狄干、高敖曹、韩轨、可朱浑元、莫多娄贷文等包围了洛阳的独孤信。高欢领大军后至。西魏文帝下诏宇文泰率军救援，并随军驾临洛阳。
八月初三庚寅（9月12日），宇文泰进军至谷城，东魏将领莫多娄贷文、可朱浑元迎战，莫多娄贷文被阵斩，可朱浑元单骑逃回，东魏俘虏被全部送往弘农。宇文泰进军至瀍水东岸，当夜，东魏主将侯景解除洛阳包围，退至邙山南部、河桥北岸严阵以待。
次日（9月13日）早上，率轻骑追击的宇文泰追到河桥（在今河南孟县西南、孟津东北黄河上），两军在河桥展开大战。

## 经过
交战中，宇文泰的坐骑中流矢受惊，抛下宇文泰脱离战阵，不知所踪，引起西魏军中扰乱。都督李穆将自己坐骑让给宇文泰骑乘，军势复振。东魏大将高敖曹、李猛、宋显等人战死，一万五千人被俘，被赶下黄河溺死的数以万计。
当天两军战阵排得极大，头尾相距很远，从早上一直战到晚上，大战数十合，直打得烟雾尘土四处弥漫，相互都不能看见。西魏右军独孤信、李远部和左军赵贵、怡峰部渐渐不支，又失去魏帝和宇文泰的消息，最终溃散而逃。李虎、念贤等人的后军，遇到后退的独孤信等人，知道己军已败，于是同样退回京师长安。宇文泰因此只好烧掉营帐返回，留下仪同长孙子彦镇守金墉。
此战中，西魏大将王思政深陷阵中，随从尽皆战死，自己也身受重伤而昏迷。后被帐下督雷五安救回。
平东将军蔡祐下马步战，大杀四方，东魏将他围了十余重，劝他投降。蔡祐大骂：“死卒！我今天拿头颅，自当封公，何必要你们的官号。”于是拉弓射箭，抵抗四面八方的敌人。东魏军无人敢上前，只好出重金悬赏，招募身穿厚甲手持长刀的人前去捉拿，在离蔡祐三十步远时，蔡祐忍住不射箭，至十步远时，蔡祐一箭射中其面孔，应弦而倒，再以矛刺杀，之后鏖战数合，唯失陷一人。东魏军稍微退却，蔡祐就缓慢地带领自己的部下退出战场。
襄武县公杨忠（杨坚之父）与壮士五人力战守桥，敌人不敢进。

## 后续

### 西魏
此役中，西魏尽失洛阳、弘农等前次沙苑之战获胜所得的地盘，由于关中兵马大部分参加了河桥之战，留守的兵马很少，前后所俘虏的东魏士卒开始谋划叛乱。李虎等人回到长安后，未知魏帝和宇文泰生死，无奈之下只好带着公卿大臣和西魏太子撤退到渭北。关中大为震恐，百姓开始互相剽劫。沙苑之战中被俘的东魏军人赵青雀、雍州民于伏德等人开始造反。赵青雀据守长安子城，于伏德在咸阳，与太守慕容思庆（《北史》作慕容思度）收拢降卒，以抗拒回师的西魏大军。
西魏军被打散后，宇文泰与魏帝退至阌乡（今河南灵宝市阳平镇）。长安大城的军民与子城的赵青雀正打得不可开交时，宇文泰回到长安，父老们又悲又喜地说：“想不到今天还能见到您！”华州刺史宇文导袭击咸阳，斩杀慕容思庆，生擒于伏德，南渡渭水与宇文泰会合，攻破赵青雀。太傅梁景睿因与赵青雀合谋，被诛杀。关中于是安定。

### 东魏
东魏高欢自晋阳领军来援，到孟津还未过河，东魏军在河桥之战已经大破西魏军，俘获数万。但司徒高敖曹、大都督李猛、宋显战死，西魏留守洛阳金墉城的长孙子彦烧营而逃，高欢派兵追击，到崤山赶不上才返回。

### 总结
河桥之战后，东、西魏元气大伤，双方都无力再战。直至542年九月，高欢再次西征，围攻西魏王思政于玉壁城，但未能攻克，因大雪士卒多冻死，只好班师。由此导致次年的邙山之战。